# چرخه کاتالیزوری
در شیمی، یک چرخه کاتالیزوری یک سازوکار واکنش چند مرحله‌ای است که شامل یک کاتالیزور می‌شود. چرخه کاتالیزوری روش اصلی برای توصیف نقش کاتالیزورها در بیوشیمی، شیمی آلی فلزی، شیمی معدنی زیستی، علم مواد و غیره است.
از آنجایی که کاتالیزورها بازسازی می‌شوند، چرخه‌های کاتالیزوری معمولاً به صورت دنباله ای از واکنش‌های شیمیایی در قالب یک حلقه نوشته می‌شوند. در چنین حلقه‌هایی، مرحله اولیه مستلزم اتصال یک یا چند واکنش دهنده توسط کاتالیزور است و مرحله نهایی آزادسازی محصول و بازسازی کاتالیزور است. مقالات مربوط به فرایند مونسانتو، فرایند واکر و واکنش هک، چرخه‌های کاتالیزوری را نشان می‌دهند.

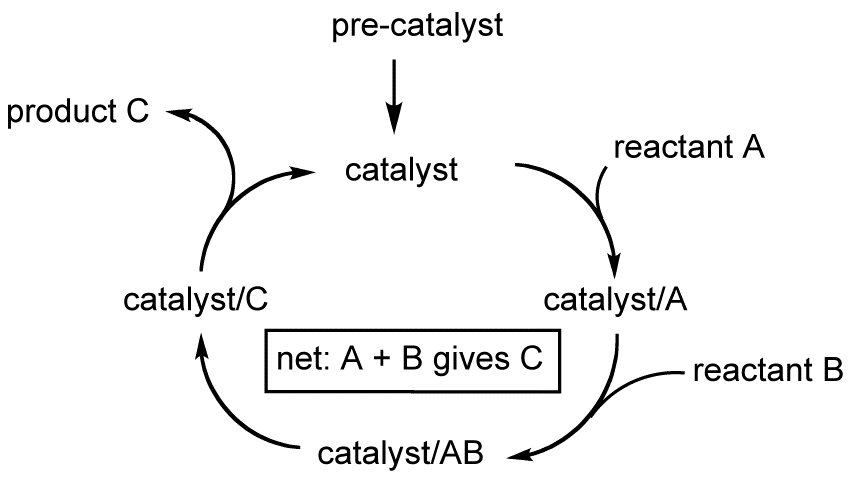
چرخه کاتالیزوری برای تبدیل A و B به C

یک چرخه کاتالیزوری لزوماً یک سازوکار واکنش کامل نیست. به عنوان مثال، ممکن است واسطه‌ها شناسایی شده باشند، اما مشخص نیست که واکنش‌های ابتدایی واقعی با کدام سازوکارها رخ می‌دهند.